# The Walking Dead (temporada 1)
La primera temporada de The Walking Dead, una sèrie de televisió de terror post-apocalíptica estatunidenca a AMC, es va estrenar el 31 d’octubre de 2010 i va concloure el 5 de desembre de 2010, que consta de 6 episodis. Desenvolupada per a televisió per Frank Darabont, que va escriure o coescriure quatre dels sis episodis de la temporada i va dirigir l'episodi pilot "Days Gone Bye", la sèrie es basa en la sèrie homònima de còmics de Robert Kirkman, Tony Moore i Charlie Adlard. Va ser produït executivament per Darabont, Kirkman, David Alpert, Charles H. Eglee i Gale Anne Hurd, amb Darabont assumint el paper de showrunner.
La temporada va rebre crítiques molt positives. Va ser nominat al Premi Globus d’Or a la Millor Sèrie de Televisió - Drama als 68è Premis Globus d’Or i va rebre nominacions als 63 premis Primetime Emmy Creative Arts Emmy en diverses categories, guanyant Maquillatge protèsic destacat per a una sèrie, minisèries, pel·lícules, o Especial. L'episodi pilot va rebre 5,35 milions d'espectadors i el final va aconseguir sis milions d'espectadors, inclosos quatre milions d'espectadors entre adults de 18 a 49 anys, cosa que la converteix en la sèrie bàsica de dramatúrgia per cable més vista en aquell moment. Basat en la seva recepció, AMC va renovar la sèrie per a una segona temporada formada per 13 episodis, que es va estrenar el 16 d'octubre de 2011.
Aquesta temporada adapta material del número 1-6 de la sèrie de còmics i presenta un notable personatge còmic Rick Grimes (Andrew Lincoln), que es desperta del coma després de ser afusellat, en un món post-apocalíptic ple de zombis carnosos. batejat com a "caminants". Després de fer amistat amb Morgan Jones (Lennie James), Rick es proposa trobar la seva família i descobrir els orígens del virus del caminant.

## Episodis
| # | Núm. | Títol original         | Dirigit per           | Escrit per                                         | Data d'estrena als Estats Units |
| --- | ---- | ---------------------- | --------------------- | -------------------------------------------------- | ------------------------------- |
| 1 | 1    | «Days Gone Bye»        | Frank Darabont        | Frank Darabont                                     | 31 d'octubre de 2010            |
| 2 | 2    | «Guts»                 | Michelle MacLaren     | Frank Darabont                                     | 7 de novembre de 2010           |
| Rick, seguint les indicacions del noi cap a l'emissora, aconsegueix escapar i arribar-hi. Amb aquest últim, Glenn es reuneix amb altres supervivents: Andrea, Jacqui, Morales i la malhumorada Merle Dixon, que Rick és emmanillat al terrat després d’atacar un altre supervivent, T-Dog. Amb els carrers envaïts, el grup intenta escapar de les clavegueres, però troben el camí bloquejat per una xarxa. Basant-se en la idea de Rick, l'antic sheriff i Glenn escampen les entranyes d'un caminant sobre la seva roba, per tal de cobrir el seu propi olor i no deixar-se notar per altres caminants. Mentrestant, T-Dog aconsegueix posar-se en contacte amb el campament base on també hi són Lori i Shane, però aquest demostra no anar a ajudar-los, desencadenant la ira d'Amy, la germana d'Andrea. Rick i Glenn aconsegueixen arribar a un lloc de construcció i agafar una furgoneta per escapar. Mentre Glenn atrau els caminants de l'edifici fent sonar l'alarma d'un Dodge Challenger que acaba de robar, Rick s'uneix als altres per rescatar-los. T-Dog es queda enrere per treure’s les manilles de Merle, però accidentalment deixa caure la clau en un tub d’escapament: decideix deixar-la al terrat tancant la porta d’accés amb un cadenat per evitar que els caminants l’arribin. Rick fa entrar a tothom al camió i els allunya d’Atlanta, mentre que Glenn gaudeix conduint el seu nou Challenger per l’autopista deserta. |      |                        |                       |                                                    |                                 |
| 3 | 3    | «Tell It to the Frogs» | Gwyneth Horder-Payton | Charles H. Eglee & Jack LoGiudice & Frank Darabont | 14 de novembre de 2010          |
| 4 | 4    | «Vatos»                | Johan Renck           | Frank Darabont                                     | 21 de novembre de 2010          |
| Daryl i els altres segueixen el rastre de Merle i descobreixen que ha cauteritzat la ferida per mitjans improvisats i ha fugit al carrer. Mentrestant, al campament, Jim, un altre supervivent, té una avaria psicològica confessant que va ser salvat mentre la seva família va ser trencada per zombis. A Atlanta, Rick i els altres intenten recuperar la bossa amb les armes, però topen amb una banda d’hispans: en la sobtada lluita que segueix Glenn és segrestada, però Daryl aconsegueix mantenir-ne un. Rick i els altres el porten al refugi de la banda proposant un intercanvi d’ostatges: els hispans afirmen que també tenen les armes de la bossa i que s’impedeix l'estancament mexicà que segueix amb l’arribada d’una dona gran. Rick i els altres descobreixen que la banda protegeix una casa de jubilats, ajudant els ancians que havien estat abandonats al seu destí. Recuperant Glenn i compartint les seves armes amb ells, Rick i el grup tornen a la furgoneta i descobreixen que està desaparegut, possiblement robat per Merle, i es veuen obligats a tornar enrere. Quan cau la nit, un gran grup de caminants ataquen el campament; malgrat l'arribada de Rick i els altres, Ed, Amy i altres són ferits de mort. |      |                        |                       |                                                    |                                 |
| 5 | 5    | «Wildfire»             | Ernest Dickerson      | Glen Mazzara                                       | 28 de novembre de 2010          |
| A la matinada, Rick utilitza la ràdio bidireccional per advertir a Morgan de no dirigir-se a Atlanta, esperant que l’home rebi el missatge. Mentre el grup enterra els morts, Jacqui descobreix que Jim ha estat mossegat per un caminant i alarma els altres que el posen en quarantena. A Shane li agradaria dirigir-se a Fort Benning, que figura com a lloc segur, però Rick vol intentar salvar Jim dirigint-se al Centre de Control de Malalties (CCM) amb l'esperança de curar-lo. Després d'una breu reunió, Shane decideix confiar en la seva parella i el grup decideix anar al CCM, mentre que Morales i la seva família decideixen buscar la resta de la família a Birmingham, Alabama. Deixant un missatge per a Morgan, el RV de Dale es trenca en el camí i Jim, moribund, demana que el deixin. Mentrestant, al CCM, el Dr. Jenner, després d’un altre experiment fallit, contempla abandonar-se. Fora de l'edifici, el grup de Rick arriba i es troba davant d’una persiana tancada i els vagabunds de la zona s’acosten amenaçadament. Rick s'adona que hi ha una càmera de seguretat engegada i demana que s'obri mentre tots els altres li demanen que marxi; quan el grup està envoltat, l'obturador finalment s'obre. |      |                        |                       |                                                    |                                 |
| 6 | 6    | «TS-19»                | Guy Ferland           | Adam Fierro & Frank Darabont                       | 5 de desembre de 2010           |
| Un flashback mostra a Shane intentant rescatar Rick de l'hospital en un caos total; es va adonar que transportar el seu amic, encara en coma, era una empresa impossible i va decidir deixar-lo allà, encara que amb pesar. Actualment, el grup de Rick entra al CCM i és rebut per Edwin Jenner, un investigador mèdic. El metge explica que és l'únic científic que queda des que tots els seus col·legues han fugit o han mort i que els francesos gairebé van aconseguir desenvolupar una vacuna experimental abans de l'apagada total. Després d’un bon sopar i una nit de descans, el grup torna a preguntar al doctor. Jenner, que admet que encara no sap què va causar el brot. Dale nota un rellotge que compta enrere i descobreix que és el temps que queda a les reserves d’electricitat. El doctor Jenner atrapa a tots els supervivents tancant electrònicament les portes de la sala d'ordinadors i revelant que quan s'esgoti l'energia hi haurà una "descontaminació" amb l'explosió de les bombes IPT22; va dur a terme la investigació després de prometre-la a la seva dona, directora del centre, però ara intenta convèncer tothom que l’única manera és la mort indolora. Rick i els supervivents imploren a Edwin que els deixi sortir perquè no volen rendir-se i el metge finalment cedeix, deixant-los sortir i xiuxiuejant alguna cosa a Rick. Jacqui decideix morir quedant-se amb Jenner perquè no hi ha res esperant al món i ha perdut tota esperança. Andrea també vol fer el mateix, però es rendeix quan Dale, que ha trobat la voluntat de viure gràcies a ella, no la vol abandonar. L'Andrea i la Dale surten de l'edifici CCM a temps, que finalment esclata quan el grup de Rick s'allunya. |      |                        |                       |                                                    |                                 |

## Repartiment
- Andrew Lincoln com a Rick Grimes
- Jon Bernthal com a Shane Walsh
- Sarah Wayne Callies com a Lori Grimes
- Laurie Holden com Andrea
- Jeffrey DeMunn com a Dale Horvath
- Steven Yeun com a Glenn Rhee
- Chandler Riggs com a Carl Grimes
- Emma Bell com a Amy
- Norman Reedus com a Daryl Dixon
- Melissa McBride com a Carol Peletier
- IronE Singleton com a T-Dog
- Jeryl Prescott Sales com a Jacqui
- Andrew Rothenberg com a Jim
- Juan Pareja com a Morales
- Madison Lintz com a Sophia Peletier
- Adam Minarovich com a Ed Peletier
- Lennie James com a Morgan Jones
- Michael Rooker com a Merle Dixon

## Producció

### Concepció
Robert Kirkman, que va crear la sèrie de còmics el 2003, diu que havia considerat la idea d'una sèrie de televisió Walking Dead, però mai no la va seguir activament. "Sens dubte, volia que passés, només perquè sabia que seria bo per al llibre... Segurament no estic en contra de les adaptacions, com alguns creadors". Quan Frank Darabont es va interessar a adaptar els còmics per a la televisió, Kirkman va dir que era "extremadament afalagador" i va continuar dient que "definitivament es preocupa pel material original, i es pot dir en la seva forma d'adaptar-lo. És una validació extrema del treball... Mai a un milió d'anys podia haver pensat que, si alguna vegada s'adaptava Walking Dead, tot aniria tan bé. Crec que això és tot per culpa de Frank".
El mateix Darabont havia estat un fan del gènere zombi des que va veure la pel·lícula de George A. Romero del 1968 La nit dels morts vius quan tenia catorze anys."" La nit dels morts vius "tenia aquesta estranya vibra que gairebé era: era com la pornografia ... Tenia aquest dibuix meravellosament atractiu i de mala reputació ... Em va encantar immediatament." Darabont recorda haver entrat en un còmic botiga a Burbank, Califòrnia i veient The Walking Dead al prestatge el 2005. "Sent que sempre he tingut" el gènere de l'amor pels zombis ", per descomptat, el vaig agafar, el vaig portar a casa i el vaig llegir i vaig començar immediatament a perseguir el Vaig pensar que seria un gran programa de televisió... M'encantava la idea d'una presentació dramàtica estesa, en curs i serialitzada, ambientada a l'apocalipsi zombi". Va descriure el procés de desenvolupament de la sèrie i l'obtenció de la mateixa. establert en una xarxa com a "quatre anys de frustració", i acredita la productora executiva Gale Anne Hurd per haver aconseguit finalment la sèrie a AMC. "No recordo què dimonis la va impulsar a llegir-lo [el guió], però va dir:" Vaja, m'encanta aquest pilot que vas escriure. Què hi fas? "Vaig dir que havia estat intentant configurar-lo per sempre... Va dir:" Crec que AMC podria ser el lloc on agafar això. "Va fer-ho, i després va ser bam! Es van interessar immediatament. Vaig haver d’acreditar Gale, la seva visió per casar-se amb el material i amb el comprador".

### Escriure
El guió pilot original de Darabont es va dividir per la meitat i es va embellir, fent els dos primers episodis en lloc d'un, "... només per frenar la narració i aprofundir en els personatges, de manera que no es tracta només de coses argumentals basades en esdeveniments. Realment voleu arrossegar aquests personatges a l'equació". Per escriure els episodis restants de la temporada, Darabont va reclutar a Charles H. Eglee, Adam Fierro i Glen Mazzara, amb els quals havia treballat mentre dirigia un episodi de L'escut. Jack LoGiudice també es va unir a l'equip de redacció, juntament amb Robert Kirkman, també productor executiu. "Tinc el millor dels dos mons", diu Kirkman. "Va ser molt divertit escriure l'episodi 104, i espero que si continuï a la segona temporada, podré escriure més episodis."

### Rodatge
La fotografia principal de l'episodi pilot, "Days Gone Bye", va començar el 15 de maig de 2010, i els cinc episodis posteriors van començar a filmar-se unes setmanes després el 2 de juny. La primera temporada es va rodar a Atlanta, Geòrgia, als voltants, on es van ambientar principalment els episodis.